# Torre idrica di Vukovar
La torre idrica di Vukovar (in croato: Vukovarski vodotoranj) è un ex serbatoio idrico a torre della città di Vukovar, in Croazia.
Gravemente danneggiata durante la guerra d'indipendenza croata, nello specifico durante la battaglia di Vukovar, è diventata uno dei simboli della sofferenza dei croati durante la guerra.

## Storia

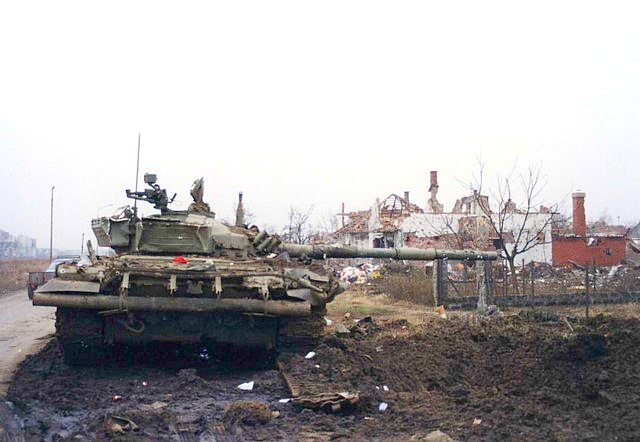
M-84 danneggiato da una mina presso Vukovar

La torre fu progettata negli anni '60 dalla Plan e costruita nel 1968 da Hidrotehna Zagreb in un parco comunale, il Najpar-bašća, nel distretto di Mitnica. L'ultimo piano era stato adibito a ristorante.
Durante la guerra d'indipendenza Vukovar, e in particolare la torre idrica, sono diventati uno dei maggiori bersagli dell'artiglieria jugoslavo-serba che le inflisse gravissimi danni che persistono ancora oggi.
Quando Vukovar è tornata a far parte della Croazia, il presidente Franjo Tuđman aveva pensato di far ricostruire la torre, ma poi si è deciso che sarebbe rimasta nello stato in cui era, come simbolo della sofferenza della città croata.
Nel 2020 sono stati ripresi i lavori di riqualificazione per convertire il rudere in un monumento nazionale, con un museo e un parco nell'area circostante. La torre è stata ufficialmente restituita alla città il 30 ottobre 2020. Il ristorante è stato ricollocato al suo posto.
Dal 10 marzo 2021 è rientrata nella lista della World Federation of Great Towers.